# 69a Divisió (Exèrcit Popular de la República)
La 69a Divisió va ser una de les divisions de l'Exèrcit Popular de la República que es van organitzar durant la Guerra Civil espanyola sobre la base de les Brigades Mixtes. Situada en el front de la Serra de Guadarrama, no va tenir un paper rellevant.

## Historial
La unitat va ser creada el 26 de setembre de 1937, agrupant les brigades mixtes 99a, 105a i 108a. La 69a Divisió va ser assignada en el I Cos d'Exèrcit, que cobria el front de la Sierra de Madrid. Va tenir la seva caserna general a Perales del Canchal.
Va romandre en el front de la Sierra durant la resta de la guerra, sense intervenir en operacions rellevants.

## Comandaments
Comandants
- comandant d'Infanteria Domingo Benages Sacristán;
- major de milícies Juan José Gallego Pérez;[2]

Comissaris
- Nicolás Yuste Serra, del PCE;[3]
- Julio Cano Gutiérrez, del PSOE;[4]
- Victorio Casado Fernández, del PSOE;
- José Ladrón de Guevara;

## Ordre de batalla
| Data             | Cos d'Exèrcit adscrit | Brigades Mixtes integrades | Front de batalla |
| ---------------- | --------------------- | -------------------------- | ---------------- |
| Setembre de 1937 | I Cos d'Exèrcit       | 99a, 105a i 108a           | Sierra de Madrid |
| Desembre de 1937 | I Cos d'Exèrcit       | 28a, 99a i 105a            | Sierra de Madrid |
| Marzo de 1938    | I Cos d'Exèrcit       | 99a, 105a i 108a           | Sierra de Madrid |
| Novembre de 1938 | I Cos d'Exèrcit       | 99a i 108a                 | Sierra de Madrid |
| Desembre de 1938 | I Cos d'Exèrcit       | 7a, 99a i 108a             | Sierra de Madrid |